# Noht
Noht je roževinast izrastek na zgornji strani živalskega prsta. Nohti varujejo blazinice prstov na zgornji strani. Izraščajo iz nohtne korenine. Tukaj se celice neprestano delijo in novonastale celice izdelujejo beljakovino keratin in z njo polnijo citoplazmo. Celice, ki so nasičene s keratinom nato odmrejo. Tako je zgornja belkasta plast nohtov zgrajena iz mrtvih celic. Nohti so najbolj občutljivi na rastnem delu in če si poškodujemo nohtno korenino, lahko noht odmre in odpade, ali pa spremeni rastno obliko.

## Zgradba
Nohtno enoto sestavljajo:
- lateralna in proksimalna nohtna guba s tanko roženo plastjo, nohtno kožico[2] (eponychium),
- nohtna matica (matrix unguis),
- nohtna posteljica in podnohtje (hyponychium).

Vsi trije deli skupaj tvorijo nohtno ploščo.
Nohtna matica je zarodni epitelij nohtne plošče, ki jo sestavljajo keratinociti, melanociti, Merklove in Langerhansove celice. Del matice je tudi lunica (lunula), svetlejši, polmesečni del proksimalnega dela
nohta, viden predvsem na palcih. Nohtna posteljica je najobsežnejše območje med distalnim koncem lunice in podnohtjem, pod nohtno ploščo. Ima tanko povrhnjico, ki nohtni plošči prispeva nekaj celic, kar omogoča neprekinjeno rast nohta, medtem ko se trdno drži nohtne posteljice. Podnohtje je del vrhnjega epidermisa pod prostim robom nohtne plošče, ki preprečuje vdor snovi in mikroorganizmov pod noht. Noht obdajata proksimalna in lateralna nohtna guba, ki ga ščitita in mu dajeta oporo. Tanka rožena guba je epitelij proksimalne gube, ki ne vsebuje dlačnih mešičkov niti lojnih žlez. Rožena plast rožene gube, ki pokriva majhno površino nohtne plošče, se imenuje kutikula.